# Comuna Banîci, Hluhiv
Banîci (în ucraineană Баничі) este o comună în raionul Hluhiv, regiunea Sumî, Ucraina, formată din satele Banîci (reședința), Budîșcea, Mațkove și Petropavlivska Sloboda.

## Demografie
Componența lingvistică a comunei Banîci
     Ucraineană (91,72%)
     Rusă (8,06%)
Conform recensământului din 2001, majoritatea populației comunei Banîci era vorbitoare de ucraineană (91,72%), existând în minoritate și vorbitori de rusă (8,06%).